# Canacales
Canacales är en ort i Mexiko.   Den ligger i kommunen Siltepec och delstaten Chiapas, i den sydöstra delen av landet, 900 km sydost om huvudstaden Mexico City. Canacales ligger 1 934 meter över havet och antalet invånare är 258.
Terrängen runt Canacales är varierad. Runt Canacales är det ganska tätbefolkat, med 96 invånare per kvadratkilometer. Närmaste större samhälle är Frontera Comalapa, 17,0 km nordost om Canacales. I omgivningarna runt Canacales växer huvudsakligen savannskog.